# Anka Evetović Sekulić
Anka (Ana) Evetović Sekulić (21. veljače 1923. - ?) je vojvođanska bivša atletičarka i rukometašica i rukometna trenerica.

## Igračka karijera
Igrala je za jugoslavensku reprezentaciju, za koju je nastupila sedam puta. Sudionicom je svjetskog prvenstva 1957. koje se održalo u Beogradu, na kojem je osvojila broncu.

## Trenerska karijera
Poslije igračke karijere bila je trenericom rukometnog kluba RK 8. mart. 

## Nagrade
- Zlatna značka SOFK-e
- zaslužna športašica Jugoslavije